# Vlag van Schiedam

Vlag van de gemeente Schiedam

De vlag van Schiedam is op 23 maart 1962 vastgesteld als de officiële vlag van de Zuid-Hollandse gemeente Schiedam. De vlag bestaat uit zes horizontale banen van gelijke hoogte in de kleuren geel en zwart. De kleuren zijn afgeleid van het wapen van Schiedam.

## Geschiedenis

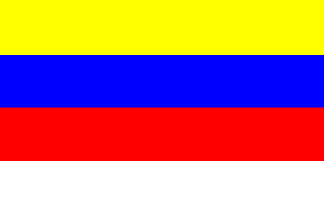
Oude vlag volgens de vlaggenboek van Steenbergen
(1870)

Een vierbanige vlag daarentegen geeft Steenbergen in 1870, evenals - kennelijk een fout - een tweebanige van blauw en geel. Opmerkelijk is echter de driebanige wit-zwart-wit uit 1667 in het Napolitaanse vlaggenmanuscript: dit zal op verkeerde informatie berusten.
Op 3 maart 1857 werd de huidige vlag opgegeven als plaatselijke vlag aan de commissaris des konings. Schepen met Schiedam als thuishaven voerden deze vlag in de negentiende eeuw op zee. Het duurde tot 1962 dat de vlag officieel werd bevestigd.

## Verwante afbeelding

Wapen van Schiedam

Alblasserdam
· Albrandswaard
· Alphen aan den Rijn
· Barendrecht
· Bodegraven-Reeuwijk
· Capelle aan den IJssel
· Delft
· Den Haag
· Dordrecht
· Goeree-Overflakkee
· Gorinchem
· Gouda
· Hardinxveld-Giessendam
· Hendrik-Ido-Ambacht
· Hillegom
· Hoeksche Waard
· Kaag en Braassem
· Katwijk
· Krimpen aan den IJssel
· Krimpenerwaard
· Lansingerland
· Leiden
· Leiderdorp
· Leidschendam-Voorburg
· Lisse
· Maassluis
· Midden-Delfland
· Molenlanden
· Nieuwkoop
· Nissewaard
· Noordwijk
· Oegstgeest
· Papendrecht
· Pijnacker-Nootdorp
· Ridderkerk
· Rijswijk
· Rotterdam
· Schiedam
· Sliedrecht
· Teylingen
· Vlaardingen
· Voorne aan Zee
· Voorschoten
· Waddinxveen
· Wassenaar
· Westland
· Zoetermeer
· Zoeterwoude
· Zuidplas
· Zwijndrecht